# Methylfenidaat

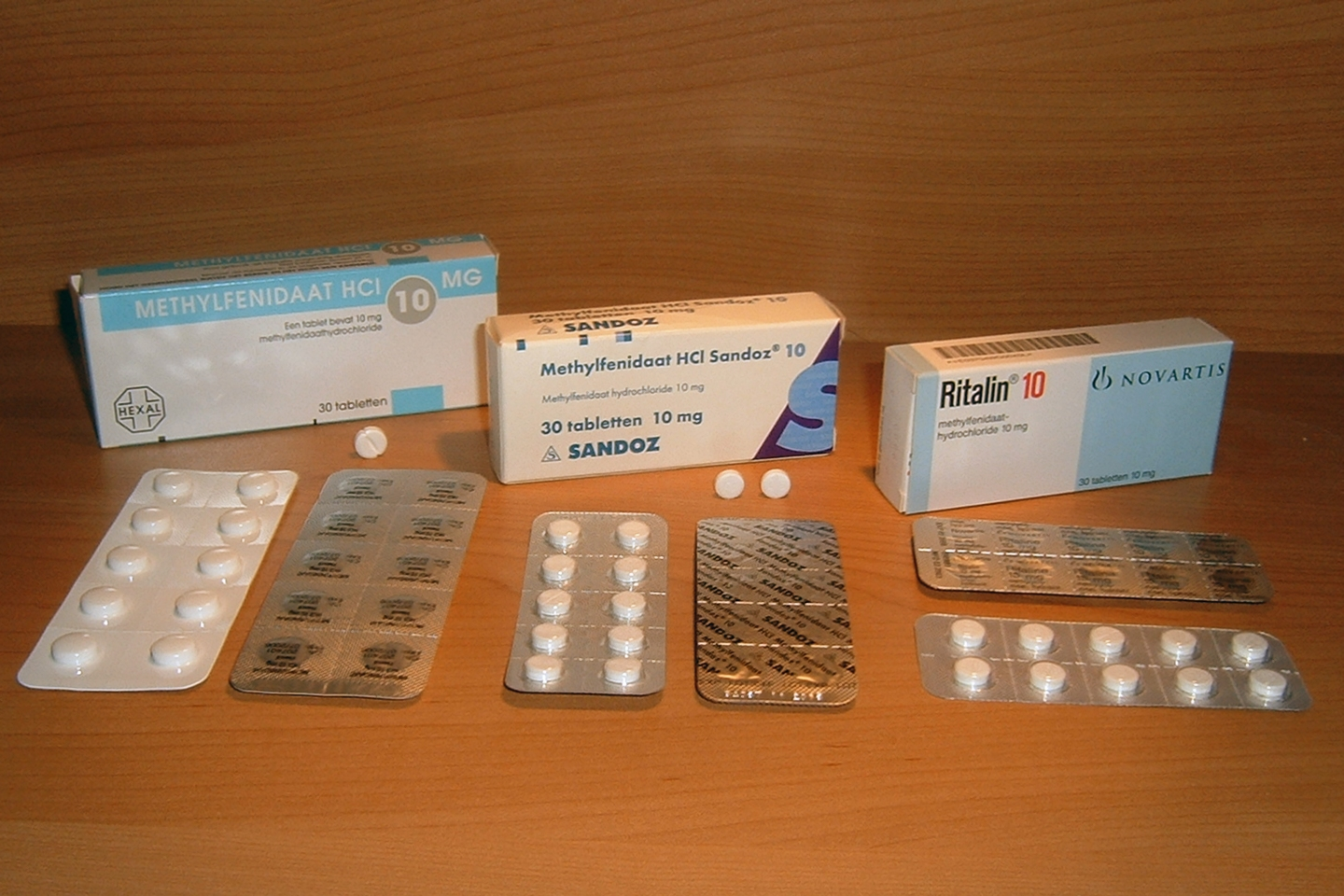
In 2005 in Nederland verkrijgbare merken en verpakkingen voor 10 mg-tabletten

Methylfenidaat, beter bekend als Ritalin, is een psychostimulans dat sinds het begin van de jaren zestig is geregistreerd als geneesmiddel voor onder andere ADHD. Methylfenidaat wordt onder meer op de markt gebracht onder de merknamen Concerta van Janssen-Cilag, Equasym van UCB Pharma, Medikinet en Kinecteen van Medice en Ritalin of Rilatine van Novartis.
In Nederland werden in het jaar 2000 voor methylfenidaat 178.000 recepten afgegeven. In 2005 was dat aantal gestegen tot ongeveer 350.000 en in 2010 werd het 980.000 maal voorgeschreven.

## Eigenschappen en toepassing
Methylfenidaat is beschikbaar in de vorm van tabletten met een kortdurende werking en als capsules met langer durende werking. De kortwerkende vorm is verkrijgbaar onder verschillende merknamen en daarnaast zijn er nog verschillende generieke varianten op de markt.

### Werking bij ADHD
De voorkeursbehandeling van ADHD bij kinderen zou moeten bestaan uit maatregelen zonder geneesmiddelen en eventueel gedragstherapie. Als dat niet voldoende werkt kan als ondersteuning methylfenidaat worden voorgeschreven. De stof kan worden voorgeschreven voor kinderen vanaf 6 jaar en voor adolescenten. Tijdens of na de puberteit wordt met deze behandeling gestopt.
Methylfenidaat in de klassieke tabletvorm werkt na een half uur en is na drie tot vier uur uitgewerkt. Toedieningsvormen met gereguleerde afgifte werken acht tot twaalf uur. Het is van groot belang het medicament op vaste tijden in te nemen. Ten eerste om routine te krijgen, ten tweede omdat niet tijdig doseren ongewenste schommelingen kan veroorzaken in de aan- en afwezigheid van de klachten. De gebruiker kan dan denken dat het middel niet werkt. Omdat veel patiënten door de aard van hun aandoening moeite hebben met plannen, wordt geadviseerd een horloge of pillendoos met instelbaar wekker aan te schaffen.
Volgens de werkgroep 'richtlijnontwikkeling-GGZ' in 2016 zal in de praktijk de voorkeur meestal uitgaan naar langwerkend methylfenidaat. Argumenten hiervoor zijn grotere therapietrouw, minder stigmatisering, kleiner risico op misbruik en beter stabiel in te stellen.
Onderzoek uit 2024 laat zien dat de werking van methylfenidaat na twee jaar sterk vermindert. Bij 60% van kinderen die de inname afbouwen blijkt er geen effect van dat afbouwen te zien, dat wijst erop dat de positieve effecten van de stof op termijn verminderen. Volgens de schrijfster van de studie, psycholoog Anne-Flore Matthijsen, speelt een rol dat kinderen door hun ontwikkeling veranderen, evenals hun omgeving. Volgens haar is het van belang om te evalueren of inname van de stof nog steeds vereist is.

### Toepassing bij andere aandoeningen
Behalve als medicatie bij ADHD wordt methylfenidaat ook voorgeschreven bij ADD en narcolepsie en nog enkele aandoeningen.
Methylfenidaat was in Nederland oorspronkelijk alleen voor kinderen en adolescenten geregistreerd. Voor volwassenen is het geregistreerd voor de indicatie narcolepsie. Bij volwassenen met ADHD kon het middel dientengevolge alleen door de arts off label worden voorgeschreven, dat wil zeggen voor behandeling waarvoor het middel niet geregistreerd is. In december 2017 gingen de Europese registratieautoriteiten om. Het langwerkende Medikinet kreeg onder strikte voorwaarden toestemming om ook aan volwassenen te worden voorgeschreven.

### Off-label toepassingen en misbruik
Gebruik bij toepassingen waarvoor het middel niet is geregistreerd, bij off-label-gebruik, zoals als eetlustremmer of als psychostimulans, wordt als misbruik beschouwd. Methylfenidaat staat tussen andere harddrugs vermeld op lijst 1 van de Nederlandse Opiumwet, en heeft internationaal eenzelfde status. Daarom mag methylfenidaat officieel niet zonder schriftelijke verklaring van de voorschrijvend arts over de grens worden meegenomen.
In veel landen is het recreatief gebruik van methylfenidaat, zoals van het merk Ritalin, als pepmiddel strafbaar. Ethici in Groot-Brittannië zetten hier in 2009 vraagtekens bij. Het middel zou door gezonde volwassenen veilig gebruikt kunnen worden om de cognitieve functies te verbeteren.

### Chemische eigenschappen
Chemisch gezien lijkt methylfenidaat op amfetamine. Het verschil is dat het een piperidinekern bevat in plaats van een fenylethylaminekern. Het heeft een lage biologische beschikbaarheid van 11 tot 51%, afhankelijk van de individuele opname. 
Methylfenidaathydrochloride is een zout dat in water en bloed beter oplosbaar is. Dit zout ontstaat door de reactie van de basische N-H-groep van methyl-2-fenyl-2-(2-piperidyl)acetaat met zoutzuur.
Methylfenidaat is een wekamine en maakt in de hersenen dopamine vrij, dat op zijn beurt door een synthese-reactie wordt omgevormd naar noradrenaline. Methylfenidaat remt de dopamine-reuptaketransporter (DAT) en noradrenaline-reuptaketransporter in de prefrontale cortex. Hierdoor wordt er minder dopamine en noradrenaline heropgenomen uit de synaps, waardoor het tekort aan deze stoffen gecompenseerd wordt.

## Mogelijke bijwerkingen en contraindicaties
De meest voorkomende bijwerkingen van methylfenidaat zijn nervositeit, prikkelbaarheid, dysforie, slaapstoornissen, hoofdpijn, tics, stijging bloeddruk en pols, schildklierproblemen, gewichtsverlies en afgenomen eetlust, onrustgevoelens, huidproblemen, gevoel van lusteloosheid, plasproblemen, groeistoornissen en jeuk. Ook worden wel genoemd hartkloppingen, een gejaagd gevoel, misselijkheid. Op langere termijn kan soms vermagering of achterblijvende groei optreden. 
Bij jarenlang gebruik kan een depressie ontstaan. Hoewel voor het ontstaan van depressie bij behandeling met methylfenidaat wordt gewaarschuwd, is hierover nog geen consensus onder wetenschappers. Depressie is bovendien een veel voorkomende comorbide stoornis bij ADHD, waardoor onderscheid naar oorzaak niet goed mogelijk is. 
Methylfenidaat kan psychoses erger maken, en minder voorkomend kan het nieuwe psychotische symptomen opwekken. Het product dient met enorme waakzaamheid gebruikt te worden bij mensen met bipolaire stoornis vermits het manische of hypomanische periodes kan uitlokken.

### Rebound-effect in de avond
Na het uitwerken van de laatste dosis kan 's avonds een rebound-effect optreden, met name in de vorm van een toename van hyperactiviteit, onrust, prikkelbaarheid of concentratievermindering. Bij een rebound is het medicijn plotseling uitgewerkt en komen de ADHD-verschijnselen in verhevigde mate terug. Het gedrag wordt dan drukker en impulsiever dan vóór de medicatie. Het stoppen met de methylfenidaat (in de avond, omdat er anders problemen met inslapen kunnen zijn) kan vervelend zijn. Als de reboundverschijnselen aan het einde van de dag ernstig zijn, kan besloten worden om te stoppen met het medicijn. 

### Bijwerkingen bij misbruik
Bij individuen waarbij geen ADHD aanwezig is, kan het misbruiken van methylfenidaat op intraveneuze wijze zorgen voor een negatieve invloed op de ontwikkeling van de (voor)hersenen. In het begin kan milde euforie optreden, die na een paar weken afneemt. 

### Contra-indicaties
Contra-indicaties voor het gebruik van methylfenidaat bij volwassenen zijn:
1. Cardiovasculaire aandoeningen.
2. (Voorgeschiedenis met) ernstige type 1 bipolaire stoornis die niet goed onder controle is.
3. Hyperthyreoïdie.
4. Glaucoom.
5. Feochromocytoom.
6. (Anamnese van) anorexia nervosa, psychotische symptomen, ernstige depressie, zelfmoordneigingen, manie, ernstige stemmingsstoornis, schizofrenie of psychopathische/borderline persoonlijkheidsstoornis.
7. Aandoeningen van de hersenbloedvaten, cerebraal aneurysma, vasculaire afwijkingen zoals vasculitis en beroerte.[18]

## Vormen en dosering van methylfenidaat
Kenmerkend voor methylfenidaat is, dat de stof snel in het bloed wordt opgenomen, snel werkt en ook weer snel is afgebroken. Voor de kortwerkende tabletten betekent dit, dat een dosis vrij snel is uitgewerkt en een vervolgdosis stipt op tijd moet worden ingenomen. De concentratie in het bloed vertoont anders te grote schommelingen. 
Er zijn capsules met vertraagde afgifte ontwikkeld, die minder vaak ingenomen hoeven te worden, zodat de stof gelijkmatiger in het lichaam opgenomen wordt. Er treden dan ook geen tussentijdse rebounds op.
Een ongunstige eigenschap van methylfenidaat is de individueel zeer sterk uiteenlopende biologische beschikbaarheid. Deze loopt uiteen van 11 tot 51%. Vooral in het begin is het daarom lastig om te bepalen wat de juiste dosis is. Er kan gemakkelijk een onder- of overdosering ontstaan. Het is goed mogelijk dat soms ten onrechte gedacht wordt dat het medicijn niet goed werkt, terwijl het in feite komt door een verkeerde dosering.
Bekend is, dat het innemen van methylfenidaat tezamen met sinaasappelsap (veel vitamine C) een vermindering van de werking teweegbrengt. Dit komt doordat vitamine C de opname van methylfenidaat in de darmen kan remmen. Bij een hoog vitamine C-gebruik is daarom een hogere dosering van het medicijn noodzakelijk. Ook inname met thee heeft dit effect, vermoedelijk door het binden van het medicament aan de tannine (looizuur) in de thee.

### Kortwerkende tabletten

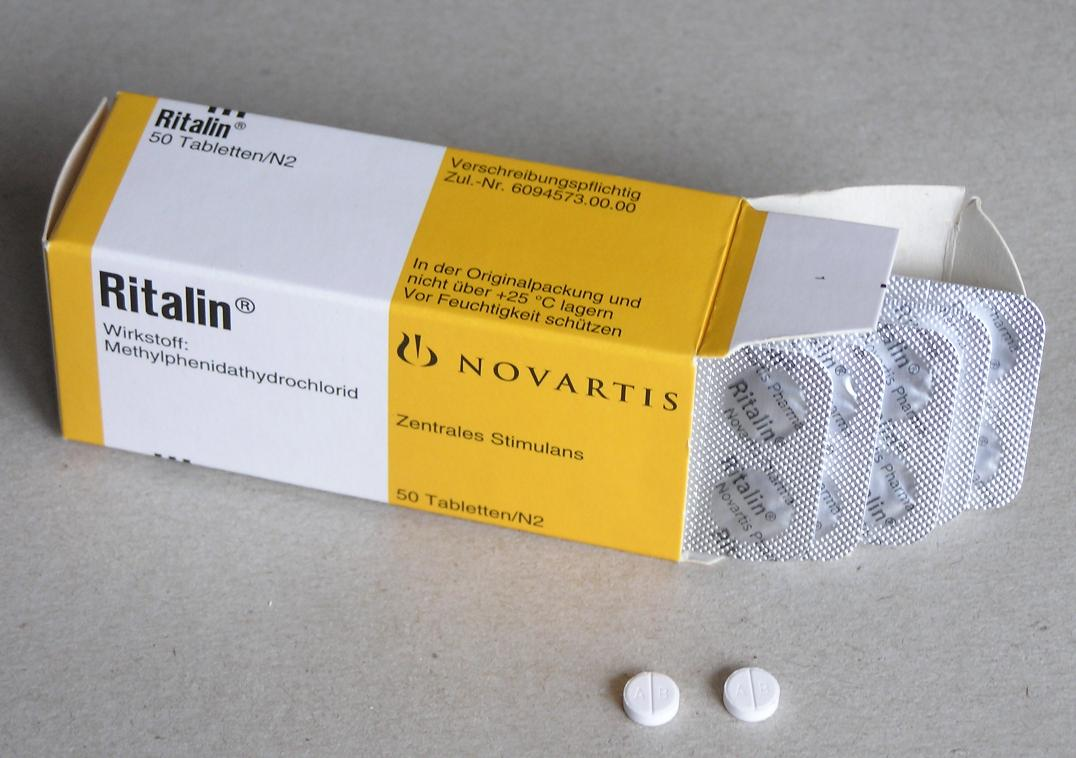
Ritalin

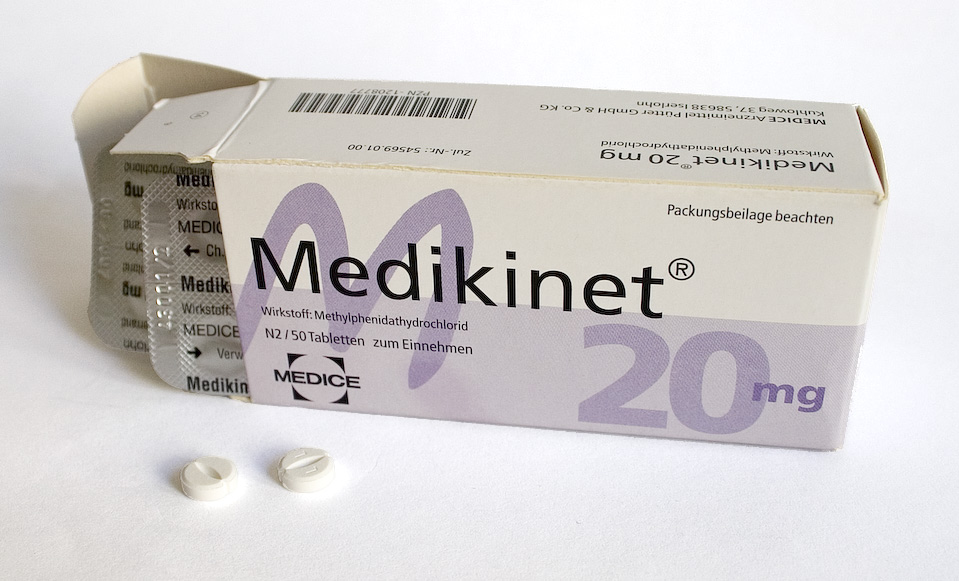
Langwerkend methylfenidaat

Geneesmiddelen die direct na inname methylfenidaat in het lichaam afgeven zijn er onder een aantal merknamen zoals Ritalin, Rilatine of Rubio. Ze bevatten allen dezelfde werkzame stof. Deze middelen moeten veelal vaker dan eenmaal per dag worden ingenomen. Dit betekent dat de gebruiker of zijn verzorgers er aan moet denken dat het geneesmiddel op tijd wordt ingenomen. Dit kan leiden tot een verminderde therapietrouw en daardoor tot een minder effectieve behandeling. Bij iedere individu werkt methylfenidaat verschillend. Het is van belang dat de juiste intervalstijd en dosis gevonden wordt in de inregelingsperiode van de medicijnen.

### Toedieningsvormen met langzame afgifte
Toedieningsvormen met langzame afgifte van de werkzame stof methylfenidaat hebben een langere werkingsduur dan tabletten, ze hoeven daardoor minder vaak ingenomen te worden. Ze worden op de markt gebracht onder de merknamen Ritaline MR, Concerta, Equasym en Medikinet. De werkingsduur verschilt enigszins per merk. De afgifte kan ook beïnvloed worden door gelijktijdig ingenomen voedsel. In de praktijk blijkt de werkingsduur ook per individu flink te variëren. Tevens varieert per merk de verhouding tussen direct afgegeven en gereguleerd afgegeven methylfenidaat en verschilt ook de wijze waarop deze regulatie plaatsvindt. Hierdoor zijn langwerkende preparaten met gelijke dosis niet onderling uitwisselbaar.

### Terugbetaling in Nederland & België.
Methylfenidaat met langzame afgifte wordt in Nederland via de basisverzekering vergoed, maar kent via het geneesmiddelenvergoedingssysteem een hoge eigen bijdrage. De door de beoordelende instantie gegeven reden is, dat deze vorm geen therapeutische meerwaarde zou bieden ten opzichte van de kortwerkende vorm. Een uitzondering hierop is Methylfenidaat Retard van Regenboog Apotheek. Dit preparaat wordt vooralsnog door de meeste verzekeraars wél vanuit de basisverzekering vergoed. Verzekeraar Achmea vond de declaraties van de Regenboog Apotheek echter foutief en kreeg van de rechter gelijk. Ze hoefde de Regenboog Apotheken in 2014 geen nieuw contract aan te bieden inzake de Zorgverzekeringswet.
In het verleden zijn er tevergeefs processen gevoerd om alle toedieningsvormen met langzame afgifte via de basisverzekering volledig vergoed te krijgen.
In België wordt methylfenidaat terugbetaald voor patiënten tussen 6 jaar en 17 jaar, met een eigen bijdrage van ~6€ per 30 tabletten. Vanaf de volwassenheid wordt vooralsnog geen enkele ADHD medicatie (gedeeltelijk) terugbetaald.